# Oksoritod
Oksoritod è uno dei cinque distretti dello stato di Chuuk, degli Stati Federati di Micronesia. Conta 6 190 abitanti (2008).
In base alla costituzione di Chuuk, è suddiviso nelle seguenti municipalità:
1. Fananu (402 ab./2008)
2. Houk (396 ab./2008)
3. Makur (161 ab./2008)
4. Murillo (681 ab./2008)
5. Nomwin (661 ab./2008)
6. Onou (296 ab./2008)
7. Onoun (845 ab./2008)
8. Piherarh (325 ab./2008)
9. Pollap (1.212 ab./2008)
10. Polowat  (1.525 ab./2008)
11. Ruo (575 ab./2008)
12. Tamatam (510 ab./2008)
13. Unanu (252 ab./2008)